# 曼福德维尔 (肯塔基州)
曼福德维尔（英語：Munfordville），是美国肯塔基州的一座城市。建立于1816年，面积约为6平方公里（2.3平方英里）。根据2010年美国人口普查，该市的人口为1,615人。